# Csetneker Spitze

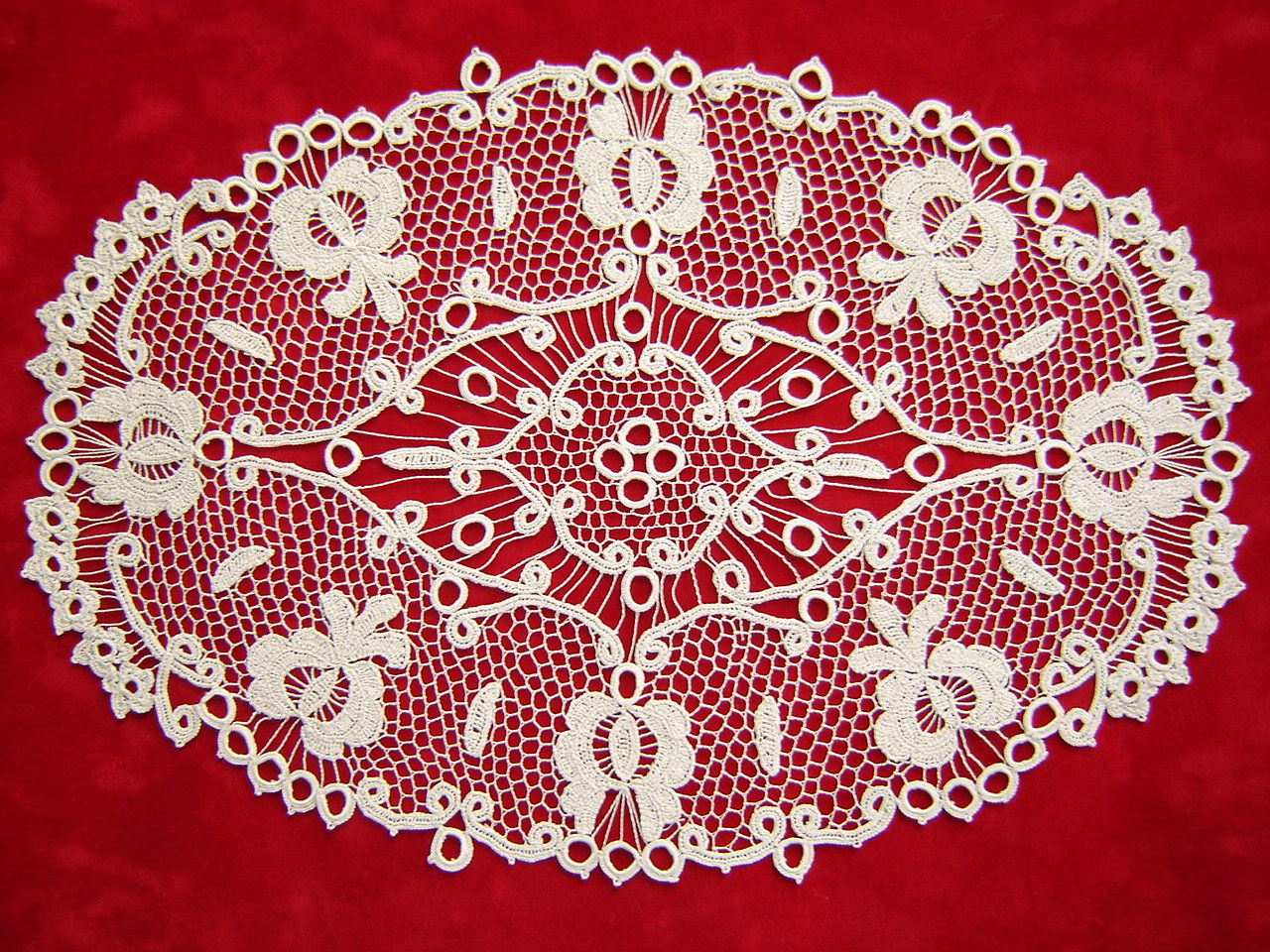
Csetneker Spitze

Unter Csetneker Spitze versteht man eine bestimmte Technik der Häkelspitzenanfertigung. Dabei werden die mit Figur ausgestatteten Teile jeweils gesondert gehäkelt, dann auf ein mit der Skizze des Spitzenmusters versehenes Papierblatt oder Gewebe angeheftet und mit einem in ihrer Position gehäkelten Netzwerk befestigt.
Die Erfinder der Csetneker Ungarischen Spitze (ungarisch: Csetneki Magyar Csipke) waren ein Geschwisterpaar aus Csetnek (heute: Štítnik): Erzsébet Szontágh und Aranka Szontágh. Diese übernahmen Ende des 19. Jahrhunderts Traditionen der irischen Spitzenherstellung und reicherten sie mit ungarischen Motiven an. 
Im Dezember 1905 präsentierten sie ihre Arbeiten im Budapester Kunstgewerblichen Museum und im Frauenverein für Kunst und Kultur. Aus einem Hausgewerbe für den lokalen Absatz wurde schnell ein blühendes Unternehmen mit Geschäftsbeziehungen bis nach Übersee. Erst der Erste Weltkrieg setzte der Erfolgsgeschichte ein Ende.
Heute sind Bestrebungen im Gange, das Gewerbe der Spitzenherstellung wiederzuerwecken.
Ida Medgyesiné Vághy hat die alten Motive und die traditionelle Herstellungstechnik in die heutige Zeit überliefert und an Jüngere weitergegeben. Daneben verarbeiten diese aber auch neue Entwürfe.